# Ralph Kistner
Ralph Kistner (* 26. April 1967) ist ein ehemaliger deutscher Fußballspieler und heutiger Fußballtrainer.
Nach den Stationen CSC 03 Kassel und OSC Vellmar spielte der Stürmer Kistner bis 1995 für Hessen Kassel. Dabei kam er in der 2. Fußball-Bundesliga, der Regionalliga Süd und der Oberliga Hessen zum Einsatz, stieg mit dem Verein mehrmals auf und ab und erzielte in 166 Spielen 47 Tore.
Bis 2003 spielte Kistner noch bei den Oberligisten FSC Lohfelden und OSC Vellmar. Danach übernahm er bei Vellmar den Trainerposten und führte den Verein zum Aufstieg in die Oberliga.

## Stationen

### Spielerkarriere
- OSC Vellmar
- CSC 03 Kassel (–1988)
- KSV Hessen Kassel (1988–1995)
- FSC Lohfelden (1995–2000)
- OSC Vellmar (2000–2003)

### Trainerkarriere
- OSC Vellmar (2003–2007)
- TuSpo Grebenstein (2009–10/2010)[1]

## Erfolge
Als Spieler
- 1987: Meisterschaft und Aufstieg in die Oberliga mit CSC 03 Kassel
- 1989: Aufstieg in die 2. Bundesliga mit dem KSV Hessen Kassel
- 1994: Aufstieg in die Regionalliga Süd mit Hessen Kassel

Als Trainer
- 2004: Aufstieg in die Oberliga Hessen mit dem OSC Vellmar